# Podlesok

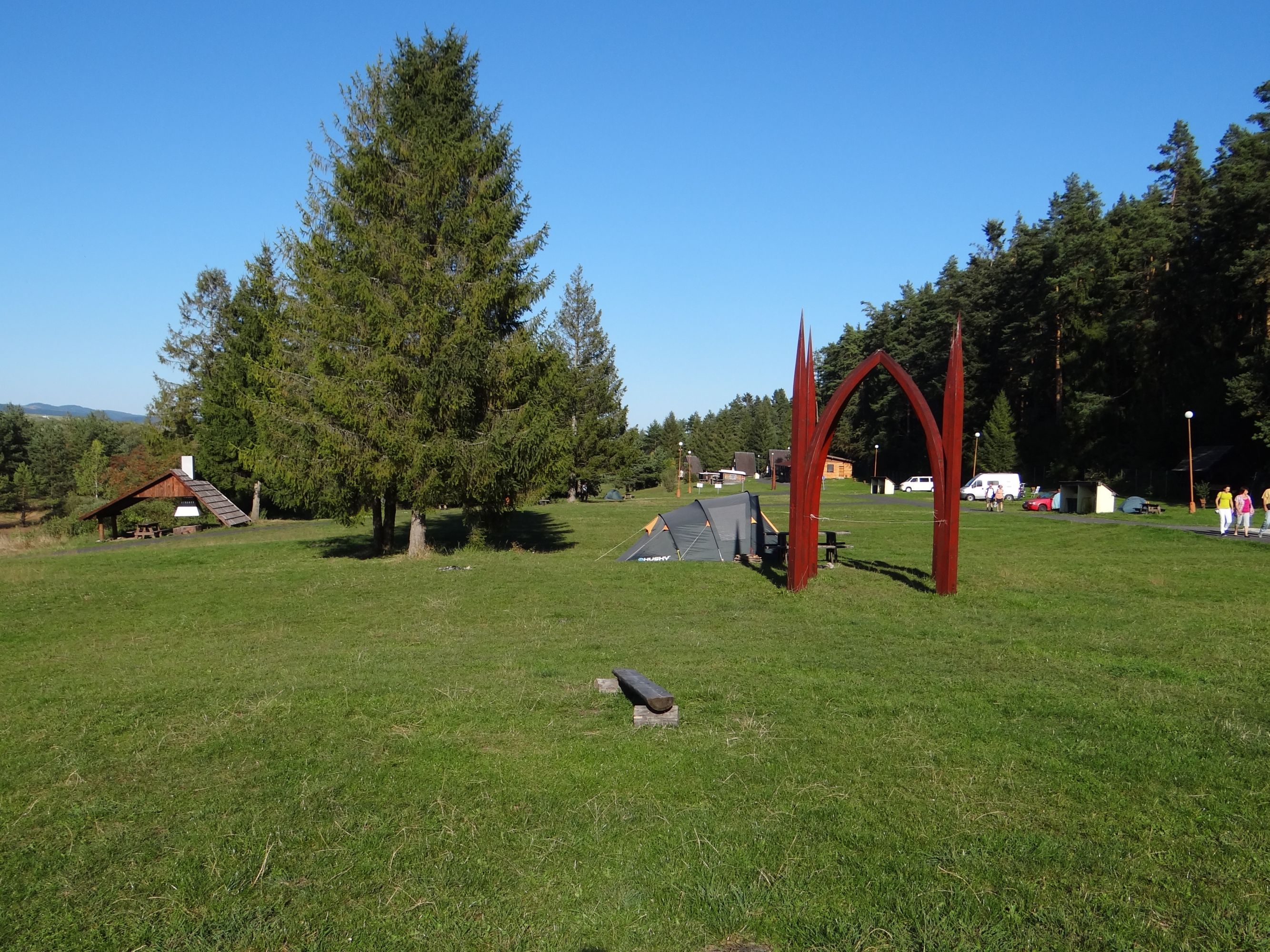
Pole namiotowe

Podlesok – znany ośrodek turystyczny w dolinie Veľkej Bielej Vody przy ujściu wąwozu Suchá Belá i na początku Przełomu Hornadu. Jest punktem startowym wielu szlaków turystycznych do centralnej i północno-zachodniej części Słowackiego Raju. Należy administracyjnie do wsi Hrabušice.
Ośrodek oferuje noclegi w hotelu, w domkach kempingowych i na polu namiotowym. Istnieje możliwość wyżywienia w restauracji i barach oraz uprawiania sportu – do dyspozycji jest boisko do siatkówki i korty tenisowe. W sezonie w ośrodku działa także punkt informacji turystycznej oraz wypożyczalnia rowerów. Przy ośrodku istnieje płatny parking dla samochodów. 
Przy trasie Podlesok – Hrdlo Hornádu (niebieski szlak) znajdują się jeszcze dwa ośrodki kempingowe: Spišska koliba (hotel, domki kempingowe i restauracja) oraz Radosť (domki kempingowe, restauracja).

## Szlaki turystyczne
Podlesok – Suchá Belá – przełęcz 952 m
  Podlesok – Hrabušická Píla – wylot wąwozu Veľký Sokol – przełęcz Kopanec – Stratená
  Podlesok – Hrdlo Hornádu – rozdroże Kláštorska roklina – Letanovský mlyn – rozdroże Biely potok
  Podlesok – Pod Vtáčim hrbom – Kláštorisko